# Município Chitato
Município Chitato är en kommun i Angola.   Den ligger i provinsen Lunda Norte, i den norra delen av landet, 800 km öster om huvudstaden Luanda.
I omgivningarna runt Município Chitato växer huvudsakligen savannskog. Runt Município Chitato är det mycket glesbefolkat, med 4 invånare per kvadratkilometer.